# 1 Ukraińska Armia Radziecka
1 Ukraińska Armia Radziecka (ukr. 1-ша українська радянська армія) – wielka jednostka Armii Czerwonej, utworzona 15 kwietnia 1919 na podstawie rozkazu dowództwa Frontu Ukraińskiego z dnia 24 marca 1919, z oddziałów grupy wojsk kierunku kijowskiego.

## Skład 1 Armii
- 1 Ukraińska Dywizja Radziecka
- 2 Ukraińska Dywizja Radziecka
- 3 Przygraniczna Dywizja Radziecka
- 1 Wydzielona Brygada Kawaleryjska
- Wydzielona Brygada Besarabska
- Flotylla Dnieprowska

Dowódcą Armii mianowano Serhija Macyłeckiego (zmienionego 27 maja przez Dubowego), członkami RewWijskRady – Władymirowa i Kuszczakowa (którego 27 maja zmienił P. Tkałun), szefem sztabu – Iwan Dubowoj (zmieniony 27 maja przez W. Kuprejanowa).
25 czerwca 1919 weszła w skład 12 Armii Frontu Zachodniego.